# Stérilisation par ultraviolets

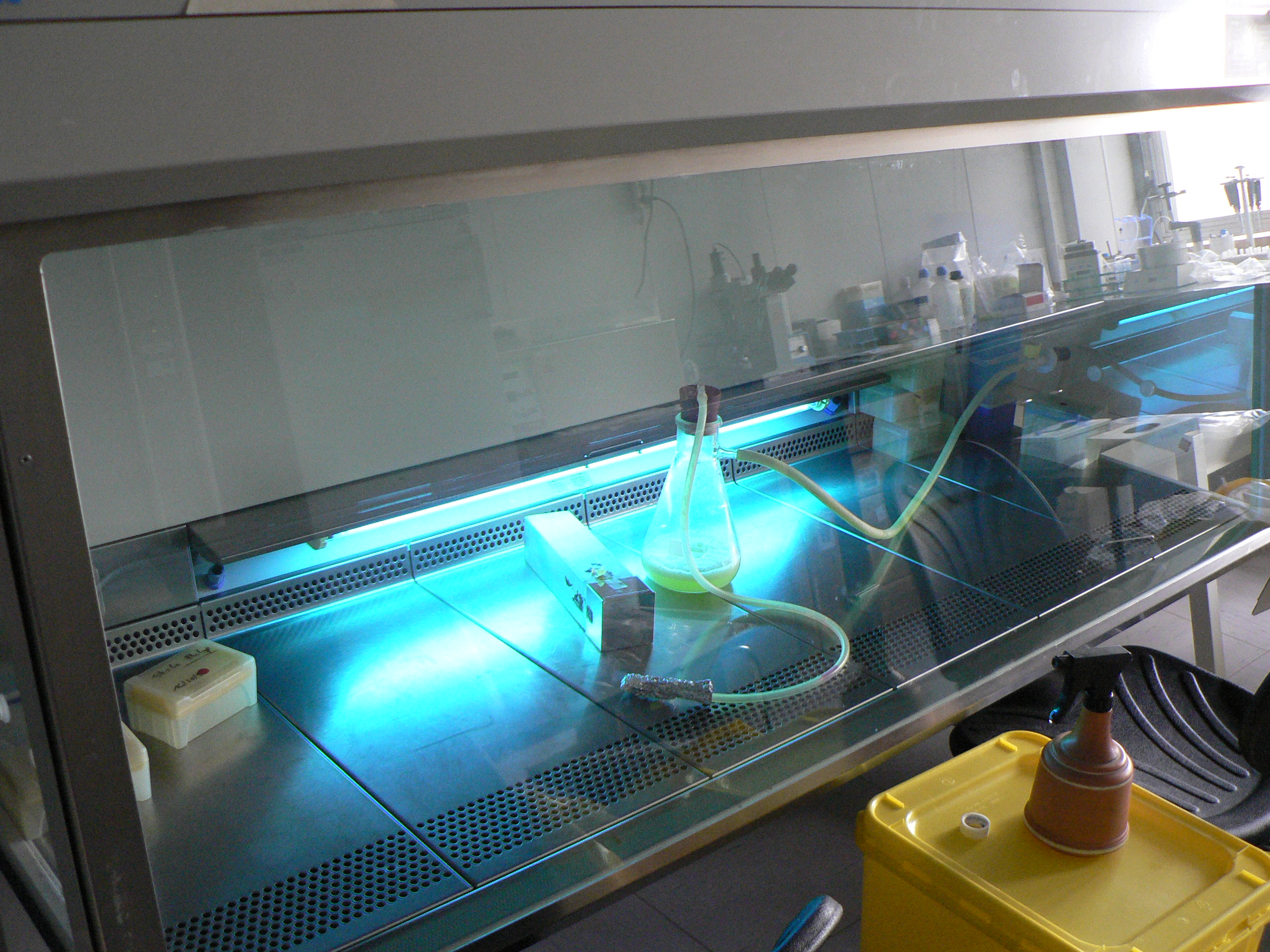
Un tube à décharge basse pression à vapeur de mercure irradie avec des UV à courte longueur d'onde l'intérieur d'un plan de travail (lorsqu'il n'est pas utilisé), le stérilisant des contaminants microbiologiques

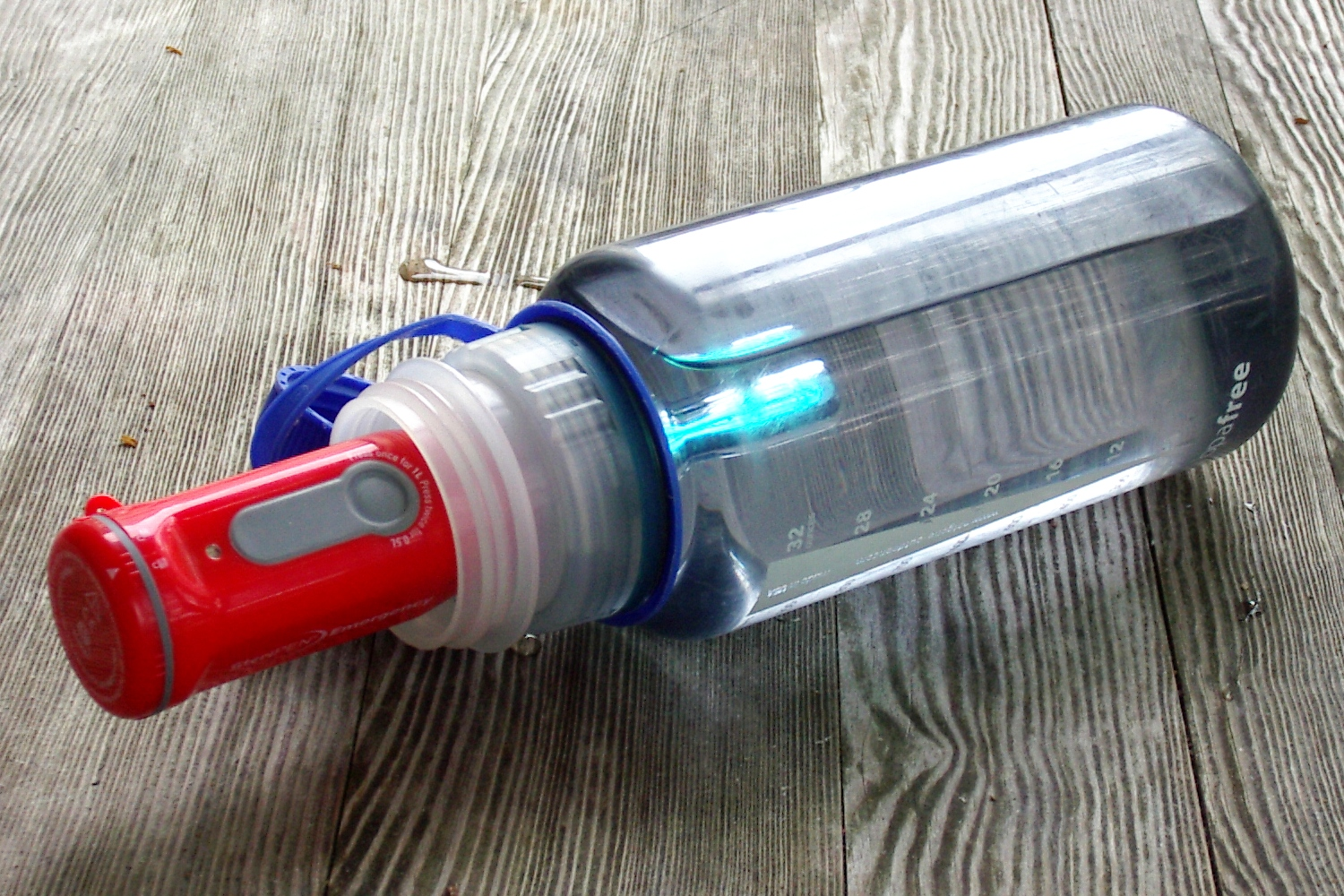
Stérilisateur d'eau portable avec lampe à mercure à ultraviolets

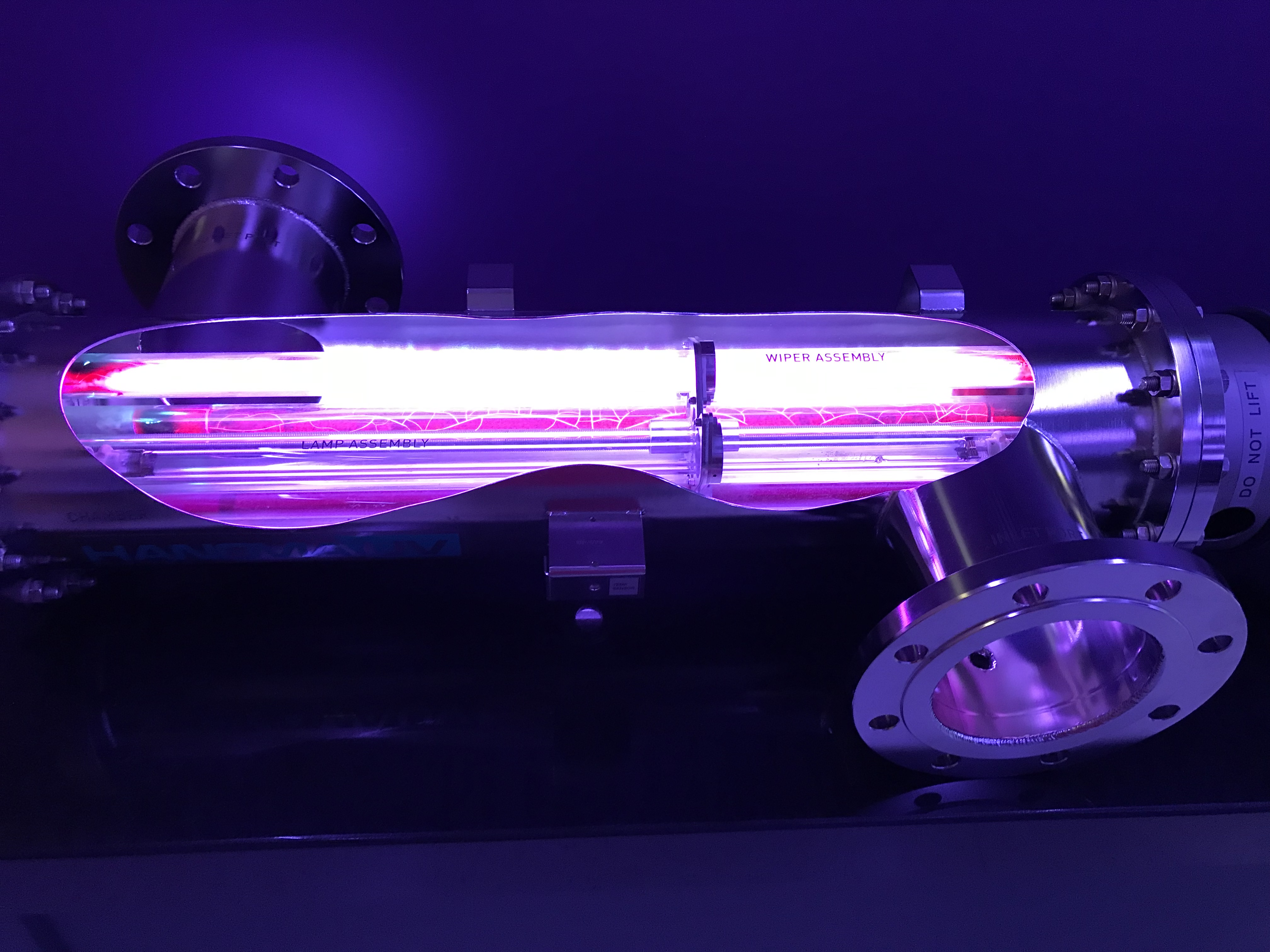
Coupe d'un modèle de stérilisateur d'eau par les ultraviolets

La stérilisation par rayonnement ultraviolet est une méthode de stérilisation reposant sur la sensibilité des micro-organismes à l'exposition aux basses longueurs d'onde des ultraviolets. Cette méthode est utilisée dans les laboratoires de recherche pour préparer les plans de travail stériles, pour la conservation des aliments, ou encore la purification de l'air ou l'eau.
Les ultraviolets sont connus pour leur caractère mutagène depuis le début du XXe siècle, et le prix Nobel de médecine de Niels Finsen.

## Description
L'utilisation des basses longueurs d'onde des ultraviolets affecte l'intégrité des génomes des organismes exposés par l'accumulation de dommages tels que l'apparition de dimères de pyrimidines.  L'accumulation de ces dommages conduit à la mort des organismes exposés.

## Effets sur la santé
Les ultraviolets peuvent être dangereux pour la peau ou les yeux, c'est pourquoi ils ne doivent pas être employés en présence d'êtres humains. Des chercheurs travaillent sur les UV-C dits « lointains » avec une fréquence de 222 nm, qui ne seraient pas dangereux pour la santé humaine.